# Barcelona (provins)
Provincia de Barcelona är en provins i Katalonien i nordöstra Spanien. Provinsen omfattar 7 733 kvadratkilometer land, har 5,4 miljoner invånare och sträcker sig från Pyrenéerna till kusten. Provinsens huvudstad Barcelona är också huvudstad för hela regionen Katalonien.

## Beskrivning

Inofficiell vapensköld för provinsen.

Provinsen Barcelona samlar 307 kommuner med ett totalt invånarantal på 5 507 813 personer (2010). Det gör provinsen till den mest befolkningsrika i Katalonien och den näst mest befolkningsrika i Spanien. Provinsstyret har namnet Diputació de Barcelona, och dess huvudkontor finns beläget i Casa Serra vid Ramblan i Barcelona.

## Historia

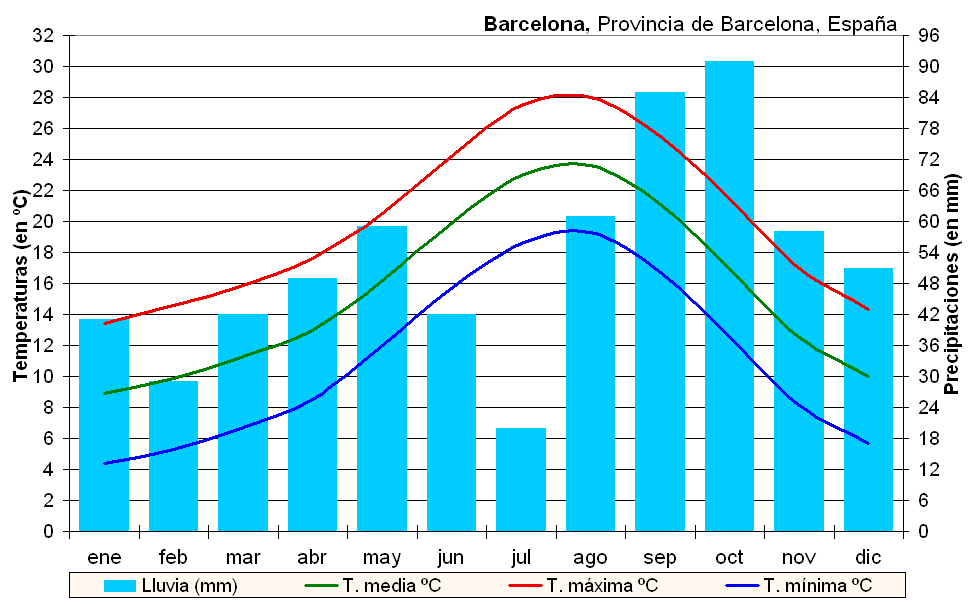
Klimatdiagram för Barcelona, huvudstad i provinsen Barcelona.

Provinsen Barcelona har sitt ursprung i en av de fyra katalanska prefekturer som 1810 beslutades av Kataloniens generalguvernör, marskalk Auguereau. Barcelonaprefekturen inkluderade då även comarcan Solsonès i norr. 1812 inlemmades hela Katalonien i Napoleon I:s franska kejsardöme, och prefekturen bytte då namn till departementet Montserrat. 1813 slogs departementet samman med angränsande Bouches-de-l'Èbre (katalanska: Boques de l'Ebre). 1814, i samband med kejsardömets sammanbrott, återlämnades hela Katalonien till Spanien.
År 1822 skedde en ny territoriell indelning, då området med huvudstad i Barcelona fick det nya namnet provinsen Barcelona. Provinsen exkluderade då comarcan Penedès i väster men inkluderade Cerdanya längst i norr.
30 november 1833 godkändes den provinsindelning som gäller än idag. En annan indelning gällde dock under perioderna 1913–25 (Katalanska samväldet) och 1936-39. I det sistnämnda fallet var provinserna ersatta av veguerior (katalanska: vegueries), den indelning av Katalonien som gällde fram till 1716.

### Framtiden
Långt gångna planer finns på att låta ersätta de katalanska provinserna med veguerior, med förebild i den äldre katalanska regionindelningen (se ovan). Veguerier kommer då att fungera ungefär som ett svenskt län (med funktioner motsvarande kommunal samverkan, landsting och länsstyrelse). Provinsen Barcelona kommer i så fall att ersättas av två veguerior: Àmbit Metropolità de Barcelona och Catalunya Central.

## Indelning

### Kommuner
År 2011 var följande kommuner de i provinsen
med störst befolkning:
1. Barcelona (1 615 448 inv.)
2. L'Hospitalet de Llobregat (256 065 inv.)
3. Badalona (219 786 inv.)
4. Terrassa (213 697 inv.)
5. Sabadell (207 721 inv.)
6. Mataró (123 868 inv.)
7. Santa Coloma de Gramenet (120 824 inv.)
8. Cornellà de Llobregat (87 243 inv.)
9. Sant Cugat del Vallès (83 337 inv.)
10. Sant Boi de Llobregat (82 860 inv.)
11. Manresa (76 589 inv.)
12. Rubí (73 979 inv.)
13. Vilanova i la Geltrú (66 905 inv.)
14. Viladecans (64 737 inv.)
15. El Prat de Llobregat (64 737 inv.)
16. Castelldefels (63 139 inv.)
17. Granollers (60 000 inv.)
18. Cerdanyola del Vallès (58 247 inv.)
19. Mollet del Vallès (52 409 inv.)
20. Esplugues de Llobregat (46 687 inv.)
21. Sant Feliu de Llobregat (43 671 inv.)

### Comarcor
Provinsen är indelad i följande comarcor ("storkommuner"):
- Alt Penedès
- Anoia
- Bages
- Baix Llobregat
- Barcelonès
- Berguedà, utom Gósol
- Garraf
- Maresme
- Osona, utom Espinelves, Vidrà och Viladrau
- Vallès Occidental
- Vallès Oriental

Not: Kommunen Fogars de la Selva räknas numera ofta till comarcan Selva.

### Domsagor

Domsagor i provinsen Barcelona. Linjerna i svart är kommungränser.

Provinsen Barcelona är för rättsskipningen indelad i 25 olika domsagor.
|    | Domsaga                     | Antal kommuner | Befolkning (inv.) [2009] | Area (km²) | Bef.täthet (inv/km²) |
| -- | --------------------------- | -------------- | ------------------------ | ---------- | -------------------- |
| 1  | Martorell                   | 9              | 130 888                  | 152,5      | 858,1                |
| 2  | Manresa                     | 35             | 184 642                  | 1 300,6    | 142,0                |
| 3  | Granollers                  | 35             | 286 536                  | 769,7      | 372,3                |
| 4  | Mataró                      | 17             | 279 770                  | 179,4      | 1 559,5              |
| 5  | Vic                         | 49             | 151 576                  | 1 193,1    | 127,0                |
| 6  | Arenys de Mar               | 13             | 138 038                  | 247,4      | 558,0                |
| 7  | Igualada                    | 32             | 108 946                  | 850,6      | 128,1                |
| 8  | Berga                       | 30             | 41 525                   | 1 129,3    | 36,8                 |
| 9  | Vilafranca del Penedès      | 26             | 102 131                  | 545,9      | 187,1                |
| 10 | Badalona                    | 3              | 263 578                  | 27,6       | 9 553,4              |
| 11 | Barcelona                   | 1              | 1 621 537                | 98,2       | 16 510,9             |
| 12 | Sant Boi de Llobregat       | 4              | 99 381                   | 54,1       | 1 837,3              |
| 13 | Sabadell                    | 9              | 305 237                  | 222,4      | 1 372,3              |
| 14 | Vilanova i la Geltrú        | 7              | 145 288                  | 231,8      | 626,8                |
| 15 | Terrassa                    | 6              | 235 328                  | 181,3      | 1 298,0              |
| 16 | Sant Feliu de Llobregat     | 10             | 181 110                  | 131,5      | 1 377,6              |
| 17 | Hospitalet de Llobregat, l' | 1              | 257 038                  | 13,6       | 18 872,1             |
| 18 | Santa Coloma de Gramenet    | 1              | 119 717                  | 7,1        | 16 885,3             |
| 19 | Cerdanyola del Vallès       | 5              | 174 111                  | 67,8       | 2 566,9              |
| 20 | Cornellà de Llobregat       | 1              | 86 519                   | 6,8        | 12 686,1             |
| 21 | Gavà                        | 4              | 177 834                  | 114,2      | 1 557,9              |
| 22 | Mollet del Vallès           | 7              | 106 897                  | 48,1       | 2 222,9              |
| 23 | Esplugues de Llobregat      | 2              | 62 673                   | 12,3       | 5 083,0              |
| 24 | Rubí                        | 24             | 164 217                  | 111,5      | 1.472,7              |
| 25 | Prat de Llobregat, el       | 1              | 63 418                   | 31,5       | 2 011,4              |
|    | Barcelona                   | 311            | 5 487 935                | 7 728,2    | 710,1                |

## Befolkningsutveckling
| Befolkningsutvecklingen i provinsen Barcelona 1497–2011                                                    | Befolkningsutvecklingen i provinsen Barcelona 1497–2011 | Befolkningsutvecklingen i provinsen Barcelona 1497–2011 | Befolkningsutvecklingen i provinsen Barcelona 1497–2011 | Befolkningsutvecklingen i provinsen Barcelona 1497–2011 |
| --- | ------------------------------------------------------- | ------------------------------------------------------- | ------------------------------------------------------- | ------------------------------------------------------- |
| |                                                         |                                                         |                                                         |                                                         |
| År |                                                         |                                                         | Invånare                                                |                                                         |
| 1497 | 1497                                                    |                                                         | 16 681                                                  | 16 681                                                  |
| 1515 | 1515                                                    |                                                         | 16 452                                                  | 16 452                                                  |
| 1553 | 1553                                                    |                                                         | 14 030                                                  | 14 030                                                  |
| 1717 | 1717                                                    |                                                         | 166 133                                                 | 166 133                                                 |
| 1787 | 1787                                                    |                                                         | 345 042                                                 | 345 042                                                 |
| 1857 | 1857                                                    |                                                         | 713 734                                                 | 713 734                                                 |
| 1877 | 1877                                                    |                                                         | 836 887                                                 | 836 887                                                 |
| 1887 | 1887                                                    |                                                         | 902 970                                                 | 902 970                                                 |
| 1900 | 1900                                                    |                                                         | 1 052 977                                               | 1 052 977                                               |
| 1910 | 1910                                                    |                                                         | 1 136 068                                               | 1 136 068                                               |
| 1920 | 1920                                                    |                                                         | 1 340 906                                               | 1 340 906                                               |
| 1930 | 1930                                                    |                                                         | 1 728 683                                               | 1 728 683                                               |
| 1940 | 1940                                                    |                                                         | 1 935 707                                               | 1 935 707                                               |
| 1950 | 1950                                                    |                                                         | 2 215 901                                               | 2 215 901                                               |
| 1960 | 1960                                                    |                                                         | 2 838 801                                               | 2 838 801                                               |
| 1970 | 1970                                                    |                                                         | 3 915 010                                               | 3 915 010                                               |
| 1981 | 1981                                                    |                                                         | 4 623 204                                               | 4 623 204                                               |
| 1991 | 1991                                                    |                                                         | 4 654 407                                               | 4 654 407                                               |
| 2001 | 2001                                                    |                                                         | 4 804 606                                               | 4 804 606                                               |
| 2011 | 2011                                                    |                                                         | 5 529 099                                               | 5 529 099                                               |
| Källor: fastighetstaxering (= hushåll; 1497–1553), faktisk befolkning (1717–1877), folkräkning (1900–2013) |                                                         |                                                         |                                                         |                                                         |

## Museer
I provinsen Barcelona finns sammanlagt 304 museiinstitutioner.

## Källhänvisningar
Den här artikeln är helt eller delvis baserad på material från katalanskspråkiga Wikipedia, 6 juli 2014.
1. ↑  "Padró 2010 províncies de Catalunya". Arkiverad 13 november 2009 hämtat från the Wayback Machine. Idescat.cat. Läst 17 oktober 2014. (katalanska)
2. ↑  "Llei 30/2010, del 3 d'agost, de vegueries". Gencat.cat. Läst 17 oktober 2014. (katalanska)
3. ↑  "Museus de Barcelona". Arkiverad 29 augusti 2011 hämtat från the Wayback Machine. Padicat.cat. Läst 17 oktober 2014. (katalanska)